# Auguste Perret

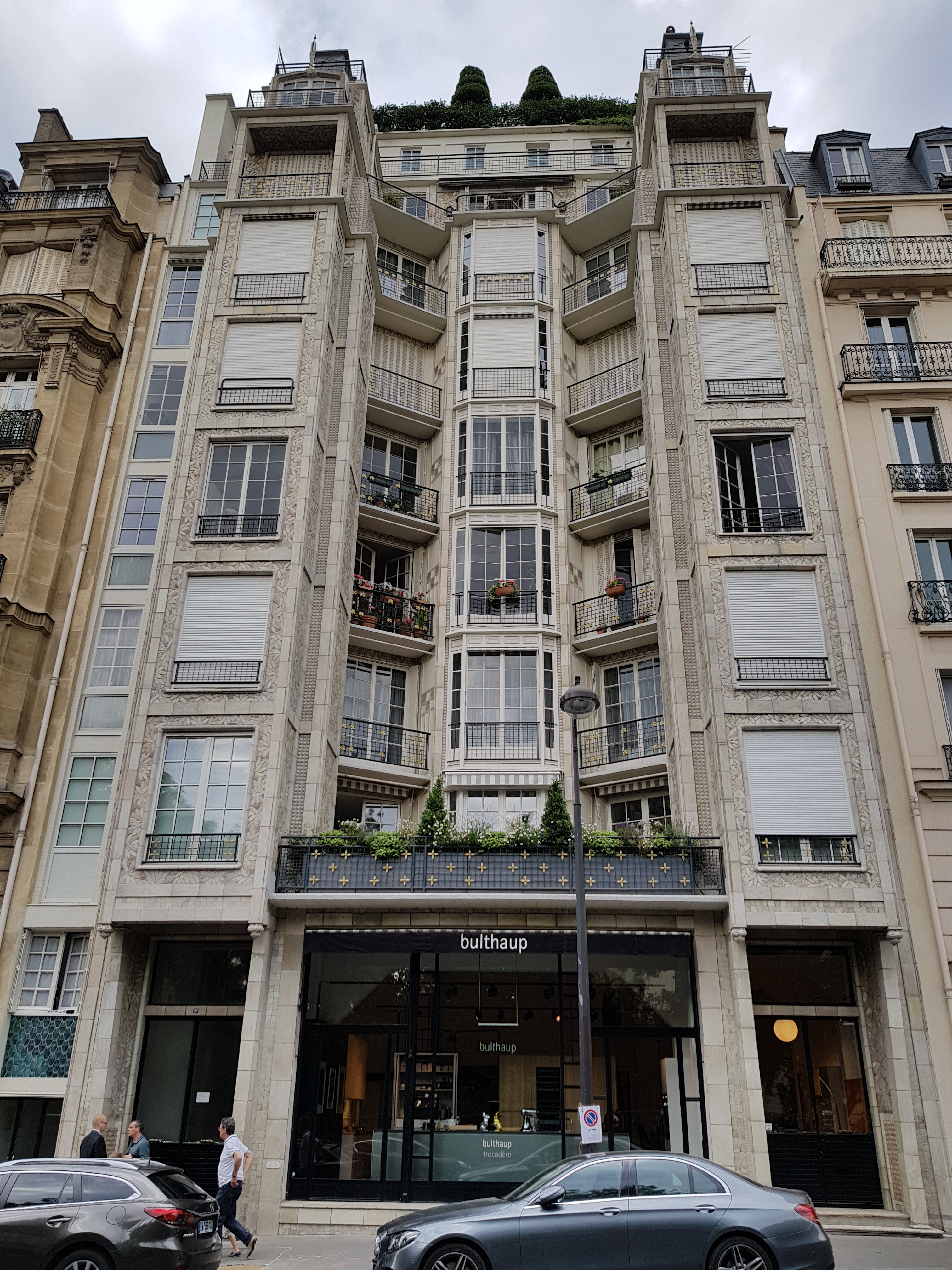
Budynek mieszkalny z tarasem dachowym przy rue Franklin 25 w Paryżu (1903)

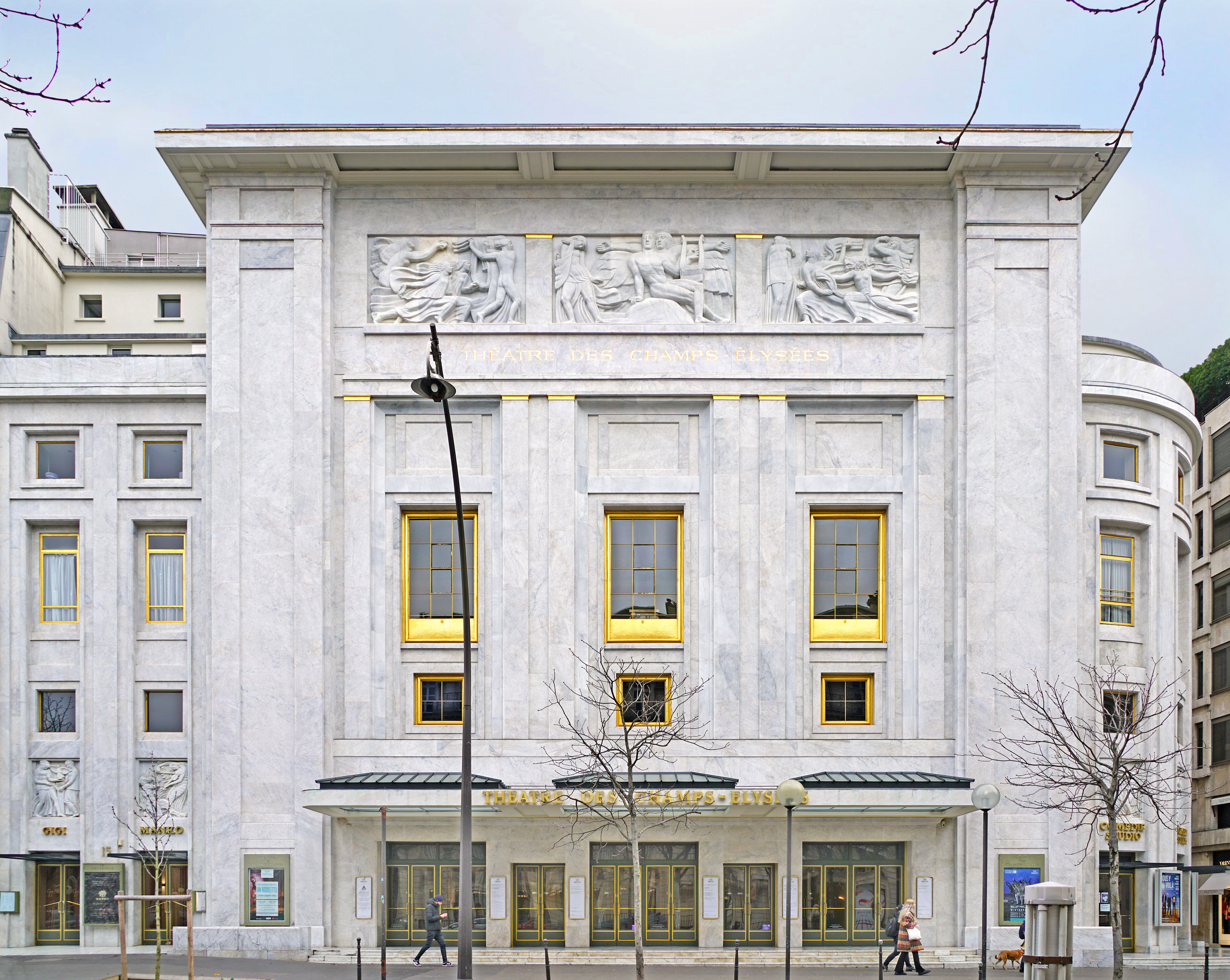
Théâtre des Champs Élysées w Paryżu (1913)

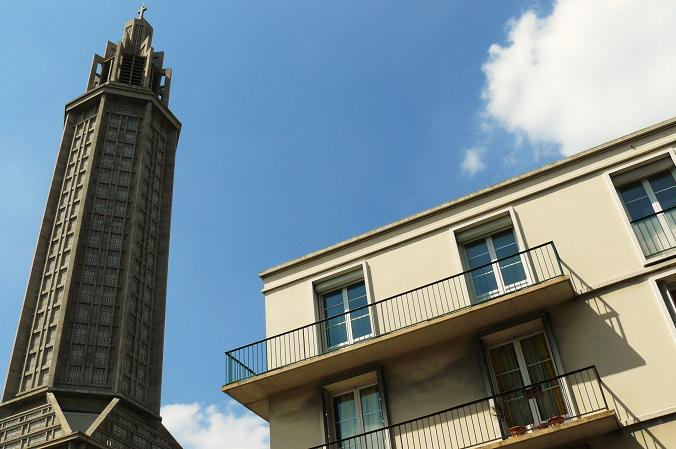
Sztandarowe dzieło Perreta – odbudowa Hawru (kościół Saint-Joseph)

Auguste Perret (ur. 12 lutego 1874 w Ixelles, zm. 25 lutego 1954 w Paryżu) – francuski architekt i przedsiębiorca.

## Życiorys
Uczył się w École des Beaux Arts w Paryżu pod kierunkiem Juliena Guadeta. Pracę zawodową rozpoczął jako przedsiębiorca budowlany wspólnie z bratem Gustawem Perret, głównie na terenie Paryża. Pierwszą pracą braci Perret był wzniesiony w 1898 r. wielki biurowiec przy rue Faubourg Poissonière.
Perret należy do tej grupy architektów, którzy podjęli poszukiwania w dziedzinie inżynieryjnej w celu zastosowania konstrukcji żelazobetonowych w budownictwie. Perreta uznano za "ojca żelbetu", jeden z pierwszych bowiem zaczął stosować w budownictwie żelazobeton widząc w nim cenny materiał nie tylko konstrukcyjny, lecz także umożliwiający kształtowanie nowych form. Perret poszukując najwłaściwszej metody zastosowania nowego materiału stworzył system konstrukcji szkieletowej, co pozwalało projektantowi na całkowicie dowolny podział wewnętrzne przestrzeni budynku zgodnie z potrzebami funkcjonalnymi.
Perret był jednocześnie kontynuatorem tradycji szkoły francuskiej. Podobnie jak poprzednicy jego, zawdzięcza swoją inspirację świetnej znajomości materiału i doskonałemu wyczuciu roli konstrukcji w dziele architektonicznym. Perret wykazywał dużą wiedzę z dziedziny architektury klasycznej, której kanony stosował w nowym materiale w sposób żywy i elastyczny. O Perrecie można powiedzieć, że wykorzystał możliwości żelbetu jak Henri Labrouste wykorzystał możliwości żelaza. Perret należał do tej grupy architektów, którzy położyli fundament pod rozwój nowoczesnej architektury. Twierdził, że "architekt jest poetą, który myśli i mówi w budownictwie" (fr. l'architecte est un poète qui pense et parle en construction). Następne generacje architektów z Le Corbusierem na czele, który w latach 1908–1909 pracował w jego atelier, osiągnęły coraz śmielsze rozwiązania konstrukcyjne.
Twórczość Perreta można podzielić na dwa okresy: pierwszy wyraźnie przełomowy, zgodnie z panującymi wówczas kierunkami artystycznymi, nacechowany poszukiwaniem możliwości wykorzystania konstrukcji żelbetowej jako nowych metod kształtowania budowli – oraz drugi, o wszelkich, znamionach klasycznej doskonałości, silnie tkwiący swoimi korzeniami w tradycji szkoły francuskiej.
Do najbardziej charakterystycznych przykładów pierwszego okresu należy zaliczyć wybudowany w 1903 r. przy rue Franklin w Paryżu blok mieszkalny. Nowoczesność koncepcji tego projektu polega na tym, że jest to pierwszy dom wykonany w konstrukcji żelbetowej szkieletowej, całkowicie uwidocznionej na zewnątrz. Wypełnienie konstrukcji stanowi cegła i materiały izolacyjne. Fasada licowana jest płytkami ceramicznymi. Dzięki zastosowaniu konstrukcji szkieletowej Perret uzyskał pełnię elastyczności planu. Ścianki działowe umieszczone są z pełną swobodą między słupami żelbetowymi, każde zaś piętro jest zaprojektowane jako niezależna jednostka. Płaski dach zastosowany jako taras dostępny dla mieszkańców – jest jeszcze jednym z elementów nowoczesnej koncepcji wprowadzonej w życie przez Perreta w pierwszych latach XX wieku. Zrealizowany w 1905 r. garaż przy rue Ponthieu w Paryżu należy do tej grupy koncepcji architektonicznych, w której szkielet żelbetowy określa charakter fasady. Konstrukcja betonowa jest całkowicie widoczna, wypełnienie jej stanowi szkło. Budynek ten uważany jest powszechnie za pierwszy przykład "architektury żelbetu". Perret nazwał tę pracę próbą "estetycznego żelbetu".
Dalsze prace Perreta wykazują coraz lepsze opanowanie nowego tworzywa – żelazobetonu i przynoszą takie rozwiązania, jak Théâtre des Champs Élysées w Paryżu (1913). Jest to pierwsze większe dzieło architektoniczne wykonane całkowicie w konstrukcji żelbetowej. Pola uwidocznionego na zewnątrz szkieletu wypełnione są białymi, marmurowymi płaskorzeźbami Antoine'a Bourdelle'a.
Dla drugiego okresu twórczości Perreta charakterystyczne są przede wszystkim dwa kościoły – w Le Raincy (1922–1923) i w Montmagny (1924–1925) koło Paryża, w których logicznie pomyślana konstrukcyjna oraz prześwietlona koronka witrażowych ścian stanowią szczytowe osiągnięcie konstruktywistycznej koncepcji Perreta. Od tego momentu Perret stał się klasykiem pod każdym względem. W operowaniu szkieletową konstrukcją sięgał on do wielkich tradycji francuskiej szkoły architektonicznej, interpretując myśl architektoniczną zgodnie z potrzebami nowych czasów. Wykonany w 1934 r. tym systemem budynek muzealny pod nazwą Garde du Meubles w Paryżu jest jedną z najlepszych jego prac. Wybudowane w 1937 r. Musée des Travaux Publics w Paryżu o wyraźnych tendencjach uniezależnienia od płaszczyzn ścian zamykających wnętrze należy do najpoważniejszych osiągnięć plastycznych.
W 1946 r. został powołany na stanowisko głównego projektanta odbudowy Hawru. Dziełem jego jest cała dzielnica o całkowicie nowoczesnym układzie urbanistycznym. Na czoło wysuwają się ratusz i Kościół św. Józefa – jako wyraz konsekwentnej myśli konstruktywistycznej autora władającego po mistrzowsku żelbetem.
Działalność Perreta bardzo szybko znalazła uznanie w środowiskach fachowych, pomimo że jego nowatorskie tendencje nie zawsze odpowiadały mieszczańskiemu gustowi Francuzów.
Pod koniec życia w 1943 r. został powołany na członka Académie des beaux-arts w Paryżu. W 1948 otrzymał Złoty Medal Królewskiego Instytutu Architektów Brytyjskich (RIBA), a w 1952 r. Złoty Medal Instytutu Architektów Amerykańskich. W tymże roku ukazała się praca Perreta Contribution à une theorie de l'architecture.
Wykaz ważniejszych prac architektonicznych Perreta:
- budynek biurowy przy rue Faubourg Poissonière, Paryż 1898 r.
- dom mieszkalny przy rue Franklin, Paryż 1903 r.
- garaż przy rue Ponthieu, Paryż 1905 r.
- Théâtre des Champs Élysées w Paryżu 1911–1913 r.
- doki, Casablanca 1916 r.
- kościół Nôtre Dame, Le Raincy 1923 r.
- pawilon wystawowy – Palais de Bois, Paryż 1924 r.
- kościół Sainte-Therése, Montmagny 1925 r.
- teatr na wystawie Arts Décoratives, Paryż 1925 r.
- projekt pałacu Ligi Narodów, Genewa 1927 r.
- sala koncertowa École Normale de Musique, Paryż 1929 r.
- urząd konstrukcji okrętowych, Paryż 1932 r.
- Garde de Meubles, Paryż 1934 r.
- Musée des Travaux Publics, Paryż 1937 r.
- Plan urbanistyczny odbudowy. Prace architektoniczne w Hawrze: ratusz, Kościół św. Józefa, wiele budynków mieszkalnych, Hawr 1946–1954 r.